# Yakirra
Yakirra é um género botânico pertencente à família Poaceae.